# Fairview (Canada)
Fairview is een plaats (town) in de Canadese provincie Alberta en telt 3297 inwoners (2006).